# لويس زاباتا
لويس زاباتا (27 أبريل 1951 - 4 نوفمبر 2020)، هو كاتب وقاص وروائي وكاتب مسرحي ومترجم مكسيكي، اعتُبر الكاتب الأكثر إنتاجًا للأدب المثلي في المكسيك خلال فترة حياته. وُلد في تشيلبانسينغو وتوفي في العاصمة مدينة مكسيكو.

## وصلات خارجية
- لويس زاباتا على موقع الموسوعة البريطانية (الإنجليزية)